# Charles Janeway
Charles Alderson Janeway, Jr. (Boston, 5 de febrero de 1943 - New Haven, 12 de abril de 2003) fue un célebre inmunólogo. Fue miembro de la Academia Nacional de Ciencias de Estados Unidos, ocupó un cargo en la facultad de la escuela médica en la Universidad Yale y fue un investigador del Instituto Médico Howard Hughes (HHMI). También fue el hijo del pediatra Charles Alderson Janeway.
Es particularmente bien conocido como el autor principal de Immunobiology, un libro de texto estándar sobre inmunología, que ha sido renombrado Janeway's Immunobiology en la última edición en memoria de su difunto autor principal.